# Абазинский язык
Абази́нский язы́к (самоназвание — абаза бызшва) — язык абазин, относящийся к абхазо-абазинской ветви абхазо-адыгской языковой семьи. Распространён в Карачаево-Черкесии, где является одним из пяти официальных языков республики, а также в диаспоре, преимущественно в Турции. Иногда воспринимается как диалект абхазского или единый с ним язык.
В России число говорящих на абазинском, согласно Всероссийской переписи населения (2010), составляет 37 831 чел., число говорящих в Турции ок. 10 000 чел. (1995).
Абазинский язык наиболее близок к абхазскому языку.

## Диалектное деление
Абазинский язык имеет два диалекта: тапантский (от тӀапӀанта «жители равнин») и ашхарский (от ашхъарауа «жители гор, горцы»), носители которых с трудом понимают друг друга. В каждом из диалектов выделяются по два говора.
- тапантский диалект (тlапlанта):
  - кубино-эльбурганский говор (аулы Кубина и Эльбурган, Псыж, Кара-Паго, Инжич-Чукун, Койдан, Абаза-Хабль, Мало-Абазинск, Тапанта)
  - красновосточный говор (аул Красный Восток);
- ашхарский диалект (ашхъарауа):
  - кувинский говор (аулы Старо-Кувинск, Ново-Кувинск);
  - апсуйский говор (аул Апсуа).

Основой литературного абазинского языка является кубино-эльбурганский говор тапантского диалекта.
До 1860-х годов носители тапантского диалекта жили в верховьях рек Большой и Малый Зеленчук, Кубань, Кума; носители ашхарского диалекта жили в верховьях рек Губс, Малая и Большая Лаба, Андрюк и Уруп, а ранее также в верховьях Большого Зеленчука и Фарса. После завершения Кавказской войны часть ушла в Турцию, оставшиеся переселены на равнину.
Наиболее близок абазинскому языку абхазский язык. Наиболее близким абхазскому языку является ашхарский диалект. Носители абхазского языка и ашхарского диалекта свободно понимают друг друга. Тапантский диалект более обособлен от ашхарского диалекта, чем ашхарский диалект от абхазского языка. Таким образом, ашхарский диалект абазинского языка и абхазский язык составляют диалектный континуум.

## Письменность
Первый опыт создания письменности на абазинском языке — на основе арабской графики — был осуществлён во второй половине XIX века Умаром Микеровым. Письменность на латинской основе создана в 1932 году (её автором был Т. З. Табулов), а в 1938 году переведена на кириллицу и имеет следующий вид:
| А а а        | Б б бы    | В в вы       | Г г гы       | Гв гв гвы    | Гъ гъ гъы    | Гъв гъв гъвы | Гъь гъь гъьы |
| Гь гь гьы    | ГӀ гӀ гӀы | ГӀв гӀв гӀвы | Д д ды       | Дж дж джы    | Джв джв джвы | Джь джь джьы | Дз дз дзы    |
| Е е йэ       | Ё ё йо    | Ж ж жы       | Жв жв жвы    | Жь жь жьы    | З з зы       | И и и        | Й й йы       |
| К к кы       | Кв кв квы | Къ къ къы    | Къв къв къвы | Къь къь къьы | Кь кь кьы    | КӀ кӀ кӀы    | КӀв кӀв кӀвы |
| КӀь кӀь кӀьы | Л л лы    | Ль ль льы    | М м мы       | Н н ны       | О о ъоу      | П п пы       | ПӀ пӀ пӀы    |
| Р р ры       | С с сы    | Т т ты       | Тл тл тлы    | Тш тш тшы    | ТӀ тӀ тӀы    | У у уы       | Ф ф фы       |
| Х х хы       | Хв хв хвы | Хъ хъ хъы    | Хъв хъв хъвы | Хь хь хьы    | ХӀ хӀ хӀы    | ХӀв хӀв хӀвы | Ц ц цы       |
| ЦӀ цӀ цӀы    | Ч ч чы    | Чв чв чвы    | ЧӀ чӀ чӀы    | ЧӀв чӀв чӀвы | Ш ш шы       | Шв шв швы    | ШӀ шӀ шӀы    |
| Щ щ щы       | Ъ ъ ъы    | Ы ы ы        | ь ь          | Э э э        | Ю ю йу       | Я я йа       |              |

В Карачаево-Черкесии на абазинском языке выходит газета «Абазашта».

## Лингвистическая характеристика

### Фонетика и фонология
Абазинскому языку свойственен богатый консонантизм и предельно бедный вокализм. 
В языке всего две базовые гласные фонемы: /a/ и /ə/. Остальные гласные (/e/, /o/, /u/, /i/) встречаются либо в заимствованиях, либо как позиционные реализации базовых их сочетаний с /j/ и /w/. 
Согласные звуки представлены 63 фонемами (из них 6 — только в заимствованиях): 21 простых смычных, 12 аффрикат, 24 спирантов (фрикативных) и 6 сонорных.
|                                      | Смычные и аффрикаты | Смычные и аффрикаты | Смычные и аффрикаты | Фрикативные | Фрикативные | Фрикативные | Сонорные | Сонорные |
| Глух.                                | Абрупт.             | Звонк.              | Глух.               | Абрупт.     | Звонк.      | Носовые     | Плавные  |          |
| ------------------------------------ | ------------------- | ------------------- | ------------------- | ----------- | ----------- | ----------- | -------- | -------- |
| Лабиальные                           | p                   | p̓                   | b                   | (f)         | (f̓)         | (v)         | m        | w        |
| Дентальные                           | t                   | t̓                   | d                   | s           |             | z           | n        |          |
| Аффрикаты                            | c                   | c̓                   | ʒ                   |             |             |             |          |          |
| Свистяще-шипящие                     | ĉ                   | ĉ̓                   | ʒ̂                   | ŝ           |             | ẑ           |          |          |
| Палато-альвеолярные                  | č                   | č̓                   | ǯ                   | š           |             | ž           |          |          |
| Палатализованные палато-альвеолярные | č’                  | č̓’                  | ǯ’                  | š’          |             | ž’          |          |          |
| Латеральные                          |                     |                     |                     | (λ)         | (λ̓)         | (λ’)        |          | l        |
| Палатальные                          |                     |                     |                     |             |             |             |          | j        |
| Велярные                             | k                   | k̓                   | g                   |             |             |             |          |          |
| Палатализованные велярные            | k’                  | k̓’                  | g’                  |             |             |             |          |          |
| Лабиовелярные                        | kʷ                  | k̓ʷ                  | gʷ                  |             |             |             |          |          |
| Увулярные                            | q                   | q̓                   |                     | χ           | χ̓           |             |          |          |
| Палатализованные увулярные           | q’                  | q̓’                  |                     | χ’          |             |             |          |          |
| Лабиализованные увулярные            | qʷ                  | q̓ʷ                  |                     | χʷ          |             |             |          |          |
| Фарингальные                         |                     |                     |                     | ħ           |             |             |          |          |
| Лабиализованные фарингальные         |                     |                     |                     | ħʷ          |             |             |          |          |
| Ларингальные                         | ʔ                   |                     |                     | h           |             |             |          |          |
| Лабиализованные ларингальные         |                     |                     |                     | hʷ          |             |             |          |          |

### Морфология
В абазинском языке можно выделить следующие части речи: существительные, прилагательные, местоимения, глаголы, причастия, деепричастия, наречия, послеслоги, союзы, междометия.
Глагол имеет сложную систему времён, наклонений и значительное количество грамматических категорий, выраженных через приставки (каузатив, союзность и др.).
Имена существительные имеют формы определённости, неопределённости и единичности. При отсутствии падежей, выражающих синтаксические отношения (например, именительного, эргативного, дательного), имеются зачатки отдельных падежных форм.
Личные местоимения и лично-местоименные приставки делятся обычно на 3 класса: мужчин, женщин и вещей или явлений природы, иногда на 2 класса (человека и вещей, явлений природы).

### Синтаксис
Абазинский является языком развитого синтетического строя. В сказуемое могут включаться одновременно два или несколько лично-классных префиксов, приставок места и др., а также суффиксы, выражающие различные оттенки действия или состояния.
Порядок слов: подлежащее, прямое дополнение, сказуемое. Порядок лично-классных префиксов в сказуемом меняется в зависимости от его переходности и непереходности.
Порядок слов в предложении может быть свободным и значимым. Функцию придаточных предложений выполняют обычно причастия, деепричастия и другие глагольные формы.